# مونولوگ درونی قسمت ۲
مونولوگ درونی قسمت ۲ (انگلیسی: Inner Monologue Part 2) پنجمین آلبوم چندآهنگه از خواننده و ترانه‌نویس آمریکایی جولیا مایکلز است که در ۲۸ ژوئن ۲۰۱۹ ازطریق ریپابلیک رکوردز منتشر شد. این ای‌پی شامل ۸ قطعه و یک همکاری با رل مدل است. این ای‌پی دنباله آلبوم چندآهنگه قبلی وی با عنوان، مونولوگ درونی قسمت ۱ است که در اوایل ۲۰۱۹ منتشر شد.

## فهرست قطعه
اعتبار و داده اقتباس‌شده از تیدال.
| شماره      | نام                              | نویسنده(ها)             | مدت   |
| ---------- | -------------------------------- | ----------------------- | ----- |
| ۱.         | «۱۷»                             | جولیا مایکلز            | ۳:۰۳  |
| ۲.         | «سقوط برای پسران»                | مایکلز                  | ۳:۰۴  |
| ۳.         | «دوباره صدمه بزن»                | مایکلز Caroline Furoyen | ۳:۲۲  |
| ۴.         | «خیلی زیاد کار کن»               | مایکلز                  | ۳:۱۷  |
| ۵.         | «بدن»                            | مایکلز                  | ۳:۰۰  |
| ۶.         | «کشیش»                           | مایکلز جاستین ترانتر    | ۳:۱۴  |
| ۷.         | «لعنتی، کیندا» (باهمراهی رل مدل) | مایکلز اسکات هریس       | ۲:۳۴  |
| ۸.         | «نباید آن را گفت»                | مایکلز ترانتر           | ۳:۳۹  |
| مجموع مدت: | مجموع مدت:                       | مجموع مدت:              | ۲۵:۱۳ |

## جدول‌ها
| جدول (۲۰۱۹)                            | اوج موقعیت |
| -------------------------------------- | ---------- |
| آلبوم‌های استرالیایی (جدول‌های ای‌آرآی‌ای) | ۹۱         |
| آلبوم‌های هلندی (جدول‌های هلند)          | ۵۵         |
| آلبوم‌های نروژی (وی‌جی-لیستا)            | ۱۴         |

## تاریخچه انتشار
| منطقه | زمان         | فرمت                      | ناشر            |
| ----- | ------------ | ------------------------- | --------------- |
| جهانی | ۲۸ ژوئن ۲۰۱۹ | دانلود دیجیتال، استریمینگ | ریپابلیک رکوردز |